# Rúnarsdóttir
Rúnarsdóttir ist ein isländischer Name.

## Bedeutung
Der Name ist ein Patronym und bedeutet Tochter des Rúnar. Die männliche Entsprechung ist Rúnarsson (Sohn des Rúnar).

## Namensträger
- Cecilía Rán Rúnarsdóttir (* 2003), isländische Fußballspielerin
- Elísabet Rúnarsdóttir (* 2002), isländische Hammerwerferin